# Karel Hoch
Karel Hoch (23. července 1884 Velké Meziříčí, 6. února 1962 Praha) byl český historik, knihovník, spisovatel - autor biografií, publicista, pedagog, kulturní činitel a politik, otec fotografky Dagmar Hochové.

## Život a dílo
Narodil se v učitelské rodině Jana Hocha a Marie, rozené Čapkové.
V Praze vystudoval knihovnictví na filozofické fakultě Karlo-Ferdinandovy Univerzity. V té době byl jeho otec Jan Hoch  ředitelem Hospodářské školy ve Velkém Meziříčí. Po absolutoriu školy nastoupil jako adjunkt do Veřejné a univerzitní knihovny v Praze-Klementinu. Od počátku praxe začal také psát články do novin, překládat texty z němčiny a do němčiny a angažovat se v politice. Byl členem společnosti Jednota filozofická a dalších oborových spolků.
V roce 1920 byl jmenován tiskovým atašé Československa v Římě.
Za První republiky byl novinářem a krátce i šéfredaktorem liberálně pravicového deníku Národní listy. V letech 1928-1938 vyučoval publicistiku na Svobodné škole politických nauk v Praze.
Před rokem 1934 byl také jmenován členem kuratoria Moderní galerie.